# Herbita atomaria
Herbita atomaria là một loài bướm đêm trong họ Geometridae.